# Almár veszprémi püspök
Almár, Almarius vagy Almarus  (11. század) magyar katolikus főpap.

## Élete
A Magyar Archontológiában és a Monumenta Romana Episcopatus Wesprimientisben 1091 és 1093 között töltötte be a veszprémi megyés püspöki tisztet.

## Megjegyzés
Lukcsics Pál munkájában 1091-től 1093. augusztus 25-éig ült a püspöki székben.